# Ndola
Ndola ist die drittgrößte Stadt in Sambia mit einer Bevölkerung von 627.503 Einwohnern (2022) auf etwa 1300 Metern Höhe über dem Meeresspiegel. Sie ist als Hauptstadt der Provinz Copperbelt ihr Zentrum, mit zwischenzeitlichen Einschränkungen sein Verarbeitungs- und Verwaltungszentrum und somit der wirtschaftliche Schwerpunkt Sambias. Die Stadt ist auch Sitz der Verwaltung des gleichnamigen Distrikts. Ndola liegt an den Flüssen Itawa und Kafubu.

## Geschichte
Ndola wurde 1904 von John Edward „Chiripula“ Stephenson nur sechs Monate nach Livingstone gegründet und ist somit die zweitälteste Stadt Sambias aus der Kolonialzeit. Der Name der Stadt stammt von einem in der Lamba-Sprache Kandola genannten Fluss und wurde später auf Ndola gekürzt. Ndola erhielt ihren Stadtstatus im Jahre 1967.
Vor ihrer Gründung war sie bis ins 19. Jahrhundert ein Zentrum des afrikanischen und arabischen Sklavenhandels, welcher vor allem im Schatten des „Sklavenbaums“, einem Feigenbaum, der heute noch steht, durchgeführt wurde. Dieser Baum findet sich auch im Wappen der Stadt wieder.
Die Hauptstrecke der Rhodesian Railways (RR) erschloss die Stadt im Jahre 1907 und verband Ndola mit Bulawayo im heutigen Südwesten von Simbabwe und über weitere Strecken mit Kapstadt. Die Strecke wurde in die DR Kongo verlängert und über die Benguelabahn mit dem angolanischen Hafen von Lobito an der Atlantikküste verbunden. Daher wurde Ndola zum wichtigsten Umschlagplatz Sambias.

## Einwohnerentwicklung
Die folgende Übersicht zeigt die Einwohnerzahlen nach dem jeweiligen Gebietsstand seit der Volkszählung 1990.
| Jahr          | Einwohnerzahl |
| ------------- | ------------- |
| 1990 (Zensus) | 329.228       |
| 2000 (Zensus) | 374.757       |
| 2010 (Zensus) | 451.246       |
| 2022 (Zensus) | 627.503       |

## Wirtschaft
In Ndola gibt es Zementindustrie, Holzverarbeitung (Wood Processing Industries, Zambia Forests & Forestry), Möbel-, Schuh- und Seifenproduktion, Herstellung von Reifen (Dunlop Zambia Ltd), Brauereien, Softdrinks (Invesco Limited), Produktion von Schmuck (Pan-Afro Gem Lapidary) und Edelsteinen (Zambia Emerald Industries Ltd), Raffinerien für Kupfer, Öl, Zucker, Verarbeitung landwirtschaftlicher Erzeugnisse (Indeco Milling Company Limited) und Lebensmittelproduktion (Lyons Brooke Bond Ltd). Zudem gab es hier ein Automobilwerk (Rover (Zambia)) und derzeit eine Nutzfahrzeugproduktion (Tata Zambia). Es wird Kalkstein gebrochen (Ndola Lime Company Limited (NLC), Tochtergesellschaft der Zambia Consolidated Copper Mines Investment Holdings (ZCCM-IH)). Seit der Stilllegung der örtlichen Kupfermine wegen der gesunkenen Kupferpreise auf dem Weltmarkt hat die Kupferschmelze die Stadt verlassen, ebenso die zahlreichen Betriebe der Textilindustrie. Seit 2005 werden jedoch wieder neue Vorkommen östlich der Stadt (40 Millionen Tonnen Kupfererz mit 0,75 Prozent Kupfergehalt und 3 Millionen Tonnen Erz mit 3,5 Prozent Kupfergehalt, mit Blei und Zink) erschlossen. Die Ölpipeline von Daressalam in Tansania endet hier. Zwei große Zeitungen Sambias, Times of Zambia und Sunday Times, werden dort gedruckt.
Die Stadt veranstaltet jedes Jahr in der ersten Juliwoche eine internationale Handelsmesse, die lokalen Händlern die Möglichkeit gibt, ihre Waren zu präsentieren, und auch internationale Aussteller und Besucher anzieht. Einkaufszentren bestehen rund um das zentrale Geschäftsviertel sowie in einer Reihe von Wohngebieten.

## Tourismus
Ndola liegt an der Eisenbahnstrecke nach Lusaka, hat ein Kino, das Copperbeltmuseum, eine Gedenkstätte erinnert an den Tod des zweiten UN-Generalsekretärs Dag Hammarskjöld, dessen Flugzeug hier 1961 abstürzte. Es gibt zahlreiche Geschäfte, einen großen Wochenmarkt und viele Hotels. Ndola hat ein vielfältiges touristisches Potential. An den Souvenirständen gibt es geschnitzte Tiere, Schmuck, bemalte Kleidung und afrikanische Wickeltücher, Chitengi genannt.

## Infrastruktur

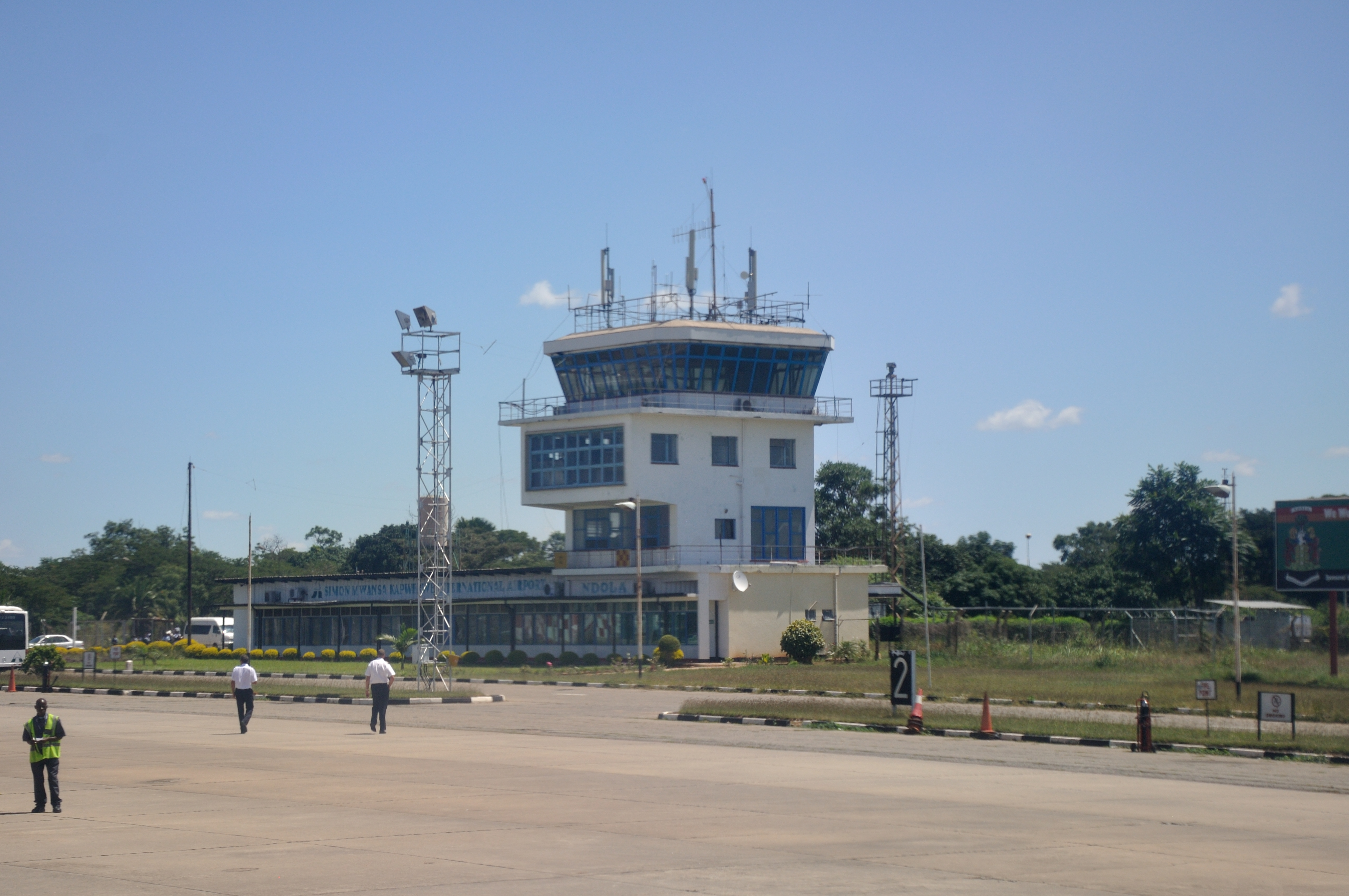
Ndola Airport

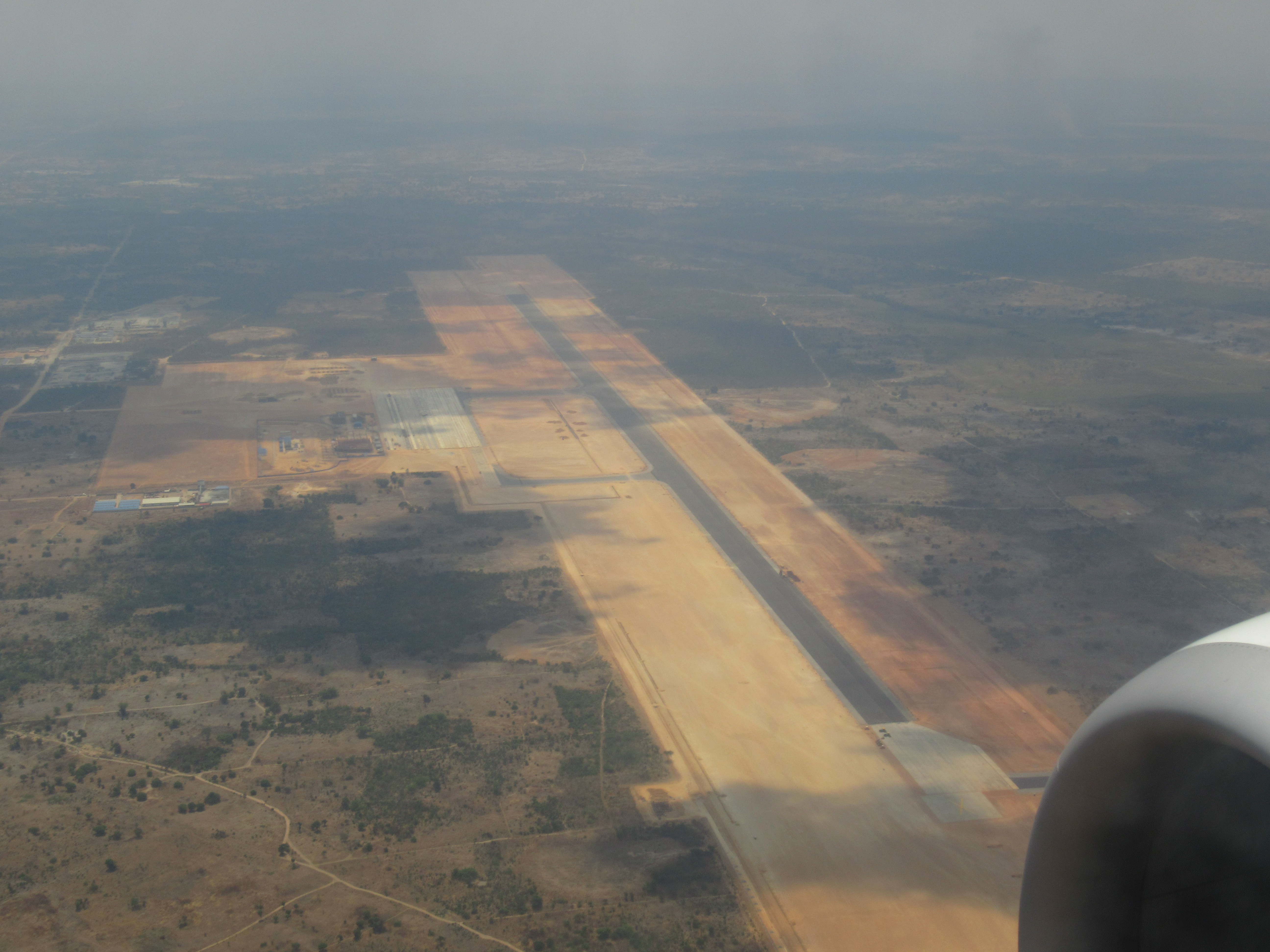
Copperbelt International Airport

Ndola befindet sich an der wirtschaftlich bedeutsamen Fernstraße T3. Es gibt am Ort den Flughafen Ndola sowie den größten Eisenbahnknoten und Bahnhof des Landes. Der bestehende Flughafen soll durch den Copperbelt International Airport ersetzt werden, welcher westlich der Stadt von der chinesischen AVIC errichtet wird.
Die Stadt verfügt über ein Stromkraftwerk, Schulen aller Art, darunter die Simba International School mit Internat, ein Technisches Kolleg, einen Campus der University of Zambia und Krankenhäuser.

## Kirchen
Die Stadt ist Sitz des gleichnamigen römisch-katholischen Erzbistums.

## Klimatabelle
|                       | Jan  | Feb  | Mär  | Apr  | Mai  | Jun  | Jul  | Aug  | Sep  | Okt  | Nov  | Dez  |   |      |
| Mittl. Tagesmax. (°C) | 26,1 | 26,4 | 26,3 | 27,1 | 26,1 | 24,4 | 24,7 | 26,8 | 30,0 | 31,4 | 28,7 | 26,7 | ⌀ | 27,1 |
| Mittl. Tagesmin. (°C) | 16,8 | 16,7 | 16,4 | 13,2 | 9,2  | 5,3  | 5,0  | 7,5  | 11,9 | 14,9 | 16,6 | 16,7 | ⌀ | 12,5 |
|                       |      |      |      |      |      |      |      |      |      |      |      |      |   |      |
| Niederschlag (mm)     | 288  | 252  | 182  | 39   | 5    | 0    | 0    | 1    | 1    | 19   | 130  | 249  | Σ | 1166 |
|                       |      |      |      |      |      |      |      |      |      |      |      |      |   |      |
| Sonnenstunden (h/d)   | 4,4  | 4,9  | 5,4  | 8,1  | 8,8  | 9,4  | 9,5  | 9,7  | 9,4  | 8,6  | 6,4  | 5,3  | ⌀ | 7,5  |
|                       |      |      |      |      |      |      |      |      |      |      |      |      |   |      |
| Regentage (d)         | 21   | 17   | 13   | 4    | 1    | 0    | 0    | 0    | 0    | 3    | 12   | 20   | Σ | 91   |
|                       |      |      |      |      |      |      |      |      |      |      |      |      |   |      |
| Luftfeuchtigkeit (%)  | 78   | 78   | 77   | 71   | 58   | 55   | 51   | 44   | 40   | 43   | 61   | 76   | ⌀ | 60,9 |

| 16,8 |

| 16,7 |

| 16,4 |

| 13,2 |

| 9,2 |

| 5,3 |

| 5,0 |

| 7,5 |

| 11,9 |

| 14,9 |

| 16,6 |

| 16,7 |

| 16,8 |

| 16,7 |

| 16,4 |

| 13,2 |

| 9,2 |

| 5,3 |

| 5,0 |

| 7,5 |

| 11,9 |

| 14,9 |

| 16,6 |

| 16,7 |

## Söhne und Töchter der Stadt
- Rozalla (* 1964), Sängerin
- Jones Mwewa (1973–2011), Fußballspieler
- Jackson Wahengo (* 1978), namibischer Musiker
- Noah Chivuta (* 1983), Fußballspieler
- Gerald Phiri (* 1988), Leichtathlet
- Lwamba Chileshe (* 1999), neuseeländischer Squashspieler
- Stanley «Stan» Lubungo MAfr (* 1967), römisch-katholischer Ordensgeistlicher und seit 2016 Generaloberer der Pères Blancs